# Koriya (stato)
Lo Stato di Koriya (indicato anche come Korea) fu uno stato principesco del subcontinente indiano, avente per capitale la città di Baikunthpur.

## Storia

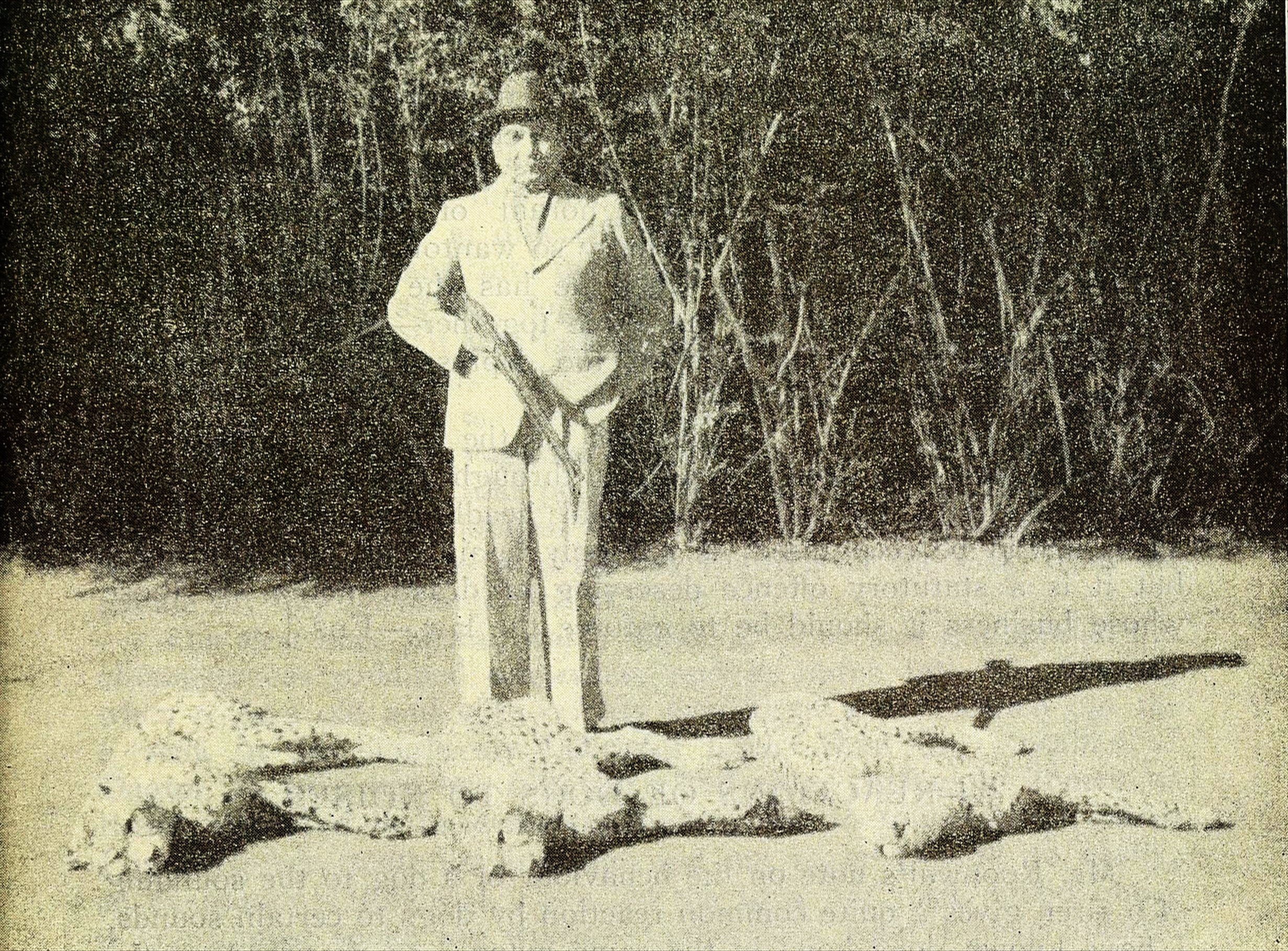
Tre degli ultimi ghepardi asiatici presenti in India vennero abbattuti nel 1947 dal maharaja Ramanuj Pratap Singh Deo di Koriya, qui raffigurato in una foto inviata dal suo segretario privato al Journal of the Bombay Natural History Society.

Lo stato di Koriya venne fondato nel XVI secolo, sotto l'egida del clan Chauhan che vi era giunto dal Rajputana nel XIII secolo ed aveva preso il controllo dell'area. Prima di passare sotto il governo dell'impero maratha, i raja di Koriya si diceva che "vivessero in perfetta indipendenza, senza abbisognare di sottomettersi ad alcuna potenza né di pagare alcun tributo e non diedero occasione di opprimere i loro sudditi." La situazione cambiò nel 1790 quando Koriya passò sotto la sovranità dei maratha che richiesero allo stato un tributo come in altre aree dell'India.
Storicamente, lo stato di Koriya aveva anche delle relazioni non ben definite con lo stato di Surguja, legami feudali che però il governo britannico ignorò quando Koriya venne ceduta ai raja Bhonsle di Nagpur nel 1818. 
Il 24 dicembre 1819 lo stato divenne un protettorato britannico. Con l'estinzione della linea principale della famiglia, venne chiamata al trono una linea collaterale nel 1897.
Lo stato entrò a far parte dell'Unione Indiana nel 1947.

## Governanti
I governanti avevano il titolo di Raja.

### Raja
- .... - ....                Jit Rai Deo
- .... - ....                Sagar Sahi Deo
- .... - ....                Afhar Sahi Deo
- .... - ....                Jahan Sahi Deo
- .... - ....                Sawal Sahi Deo
- .... - ....                Gajraj Singh Deo
- 1795 - giugno 1828            Gharib Singh Deo                   (n. 1745 - m. 1828)
- giugno 1828 - 1864            Amole Singh Deo                    (n. 1785 - m. 1864)
- 4 aprile 1864 - 1897         Pran Singh Deo                     (n. 1857/59 - m. 1897)
- 1897 - 18 novembre 1909         Sheo Mangal Singh Deo              (n. 1874 - m. 1909)
- 18 novembre 1909 – 15 agosto 1947  Ramanuj Pratap Singh Deo           (n. 1901 - m. 1954) 
  - 18 novembre 1909 - gennaio 1925      reggente